# Консервативна партія (Румунія)
Консервативна партія (рум. Partidul Conservator, PC) — політична партія в Румунії, утворена в 1991 році, після падіння комунізму, під назвою Партії гуманістів Румунії (Partidul Umanist Român, PUR). З 2005 до 2006 року, партія була молодшим членом правлячої коаліції. Отримала свою нинішню назву 7 травня 2005.
Консервативна партія заявляє, що підтримує традиції, сім'ю, соціальну солідарність, європейську інтеграцію, і націоналізм без шовінізму. Партія є нащадком колишньої історичної румунської Консервативної партії, однієї з двох основних політичних сил у Румунії до початку Першої світової війни.
Партія виступає проти легалізації одностатевих шлюбів, заявляє, що партія «поважає вибір» одностатевих пар. Консерватори також підтримують введення обов'язкової релігійної освіти в румунських школах (нині такі класи не є обов'язковими).